# Jim Hines
Jim Hines (eigentlich James Ray Hines; * 10. September 1946 in Dumas, Arkansas; † 3. Juni 2023) war ein US-amerikanischer Sprinter und Olympiasieger. Er hielt fast 15 Jahre lang den Weltrekord im 100-Meter-Lauf.

## Biografie
Hines war in seiner Jugend Baseballspieler, bis er von einem Leichtathletiktrainer entdeckt wurde, der ihn zu einem Sprinter von Weltklasse aufbaute. Im Juni 1968 wurde Hines bei den US-amerikanischen Leichtathletik-Meisterschaften in Sacramento mit 9,9 s gestoppt (elektronische Zeitnehmung: 10,03 s) und unterbot damit als erster Sportler in der Geschichte die 10-Sekunden-Marke. Im anderen Halbfinale egalisierten Charles Greene und Ronnie Ray Smith diese Zeit.
Die Vorbereitung auf die im Oktober 1968 stattfindenden Olympischen Spiele in Mexiko-Stadt war überschattet von den Rassenunruhen in den USA. Die schwarzen Athleten der US-amerikanischen Nationalmannschaft, inklusive Hines, erwogen einen Boykott der Spiele. Letztlich kam es nicht dazu, und Hines qualifizierte sich für das olympische Finale über 100 Meter am 14. Oktober 1968. Er gewann den Lauf vor dem Jamaikaner Lennox Miller und seinem Landsmann Charles Greene in der Zeit von elektronisch gestoppten 9,95 s. Zunächst herrschte Unklarheit, ob diese Zeit eine Verbesserung des Weltrekordes darstellte. Der Leichtathletik-Weltverband IAAF wertete die 9,95 s aber als schneller als die handgestoppten 9,9 s und erkannte sie als neuen Weltrekord an. Damit war Hines auch der erste Läufer, der unter elektronischer Zeitmessung die 10-Sekunden-Grenze durchbrach. In der 4-mal-100-Meter-Staffel lief Hines zusammen mit Charles Greene, Mel Pender und Ronnie Ray Smith in 38,2 s zu seinem zweiten Weltrekord und gewann Gold.
Nach den Olympischen Spielen spielte Hines American Football bei den Miami Dolphins in National Football League (NFL). Er war von den Dolphins 1968 in der sechsten Runde an 146. Stelle gedraftet worden. Hines kam als Wide Receiver zum Einsatz. 1970 wechselte er zu den Kansas City Chiefs. Nach einem Spiel bei den Chiefs beendete er seine Laufbahn.
Sein Weltrekord über 100 Meter hielt fast 15 Jahre. Erst am 3. Juli 1983 verbesserte der US-Amerikaner Calvin Smith die Marke auf 9,93 s.
Jim Hines starb am 3. Juni 2023 im Alter von 76 Jahren.